# 황옥실
황옥실(1972년 3월 25일~)은 조선민주주의인민공화국의 전직 쇼트트랙 선수이다. 1992년 동계 올림픽 여자 500m에서 동메달을 획득했으며 조선민주주의인민공화국 유일의 올림픽 쇼트트랙 메달리스트이다.

## 경력
평양의과대학과 조선체육대학에서 수학했다.
1990년부터 조선민주주의인민공화국 국가대표로 활동했으며 그 해 3월 일본 삿포로에서 열린 1990년 동계 아시안 게임에 참가하여 국제 대회 데뷔를 했다. 그녀는 1500m 경기에 출전했으며 예선에서 대한민국의 김소희와 중국의 왕슈란과 함께 경기를 치뤘다.
1991년 3월에는 삿포로에서 열린 1991년 동계 유니버시아드에 참가했으며 금메달 2개를 획득했다. 그녀는 1000m에서 중국의 리창샹과 이탈리아의 마리아 로사 칸디도를 꺾었으며 3000m에서 대표팀 동료인 리경희와 김춘화를 꺾었다. 유니버시아드 직후에는 오스트레일리아 시드니에서 열린 1991년 세계 선수권 대회에 참가했으며 개인종합 9위에 올랐다. 또한 김정희, 김춘화, 리경희와 함께 출전한 3000m 계주에서도 9위를 기록했다.
1992년 2월 프랑스 알베르빌에서 열린 1992년 동계 올림픽에 출전하면서 선수 경력 첫 올림픽에 참가했다. 그녀는 500m 경기에 출전하여 예선 6조에서 개최국 프랑스의 카린 루비니와 함께 8강에 올랐으며 8강에서도 대한민국의 전이경을 꺾고 중국의 왕슈란의 뒤를 이어 8강 3조에서 2위로 준결승에 진출했다. 준결승에서는 1조에 배치되어 조 1위의 성적으로 중국의 리옌과 함께 결승에 올랐다. 결승에서는 1바퀴를 남기고 선두 자리를 지켰으나 마지막 바퀴에서 미국의 캐시 터너와 리옌에게 밀려 3위를 하면서 동메달을 획득했다. 황옥실이 획득한 동메달은 1964년 동계 올림픽에서 은메달을 획득한 스피드스케이팅 선수 한필화 이후로 28년 만에 조선민주주의인민공화국 선수가 획득한 동계 올림픽 메달이다. 또한 그녀는 올림픽에 출전한 조선민주주의인민공화국 쇼트트랙 선수 중 유일하게 메달을 획득한 선수가 되었다. 
같은 해 3월에는 일본 미나미마키에서 열린 1992년 세계 팀 선수권 대회에 조선민주주의인민공화국 대표팀의 일원으로 참가했다. 조선민주주의인민공화국팀은 이 대회에서 대한민국, 일본, 중국의 뒤를 이어 4위에 올랐다. 이후 12월에는 중국 베이징에서 열린 아시아컵 대회에 참가하여 여자 500ｍ 경기에서 왕슈란의 뒤를 이어 2위에 올랐다.
1993년 2월에는 폴란드 자코파네에서 열린 1993년 동계 유니버시아드에 참가했으며 은메달 2개와 동메달 1개를 획득했다. 그녀는 1500m 종목에서 미국의 에이미 피터슨의 뒤를 이어 은메달을 획득했고 500m 종목에서 중국의 왕슈란과 대표팀 동료 김춘화의 뒤를 이어 동메달을 획득했다. 또한 계주 종목에서는 중국의 뒤를 이어 2위를 하며 은메달을 획득했다. 그녀는 1000m 종목에서도 출전했으나 준결승에서 중국의 리옌을 밀치는 반칙을 범하여 실격 처리되었다. 5월에는 베이징에서 열린 1993년 세계 선수권 대회에서 개인종합 10위에 올랐고 김춘화, 리경희, 허정혜와 함께 참가한 계주에서는 캐나다, 중국, 대한민국의 뒤를 이어 4위에 올랐다. 
1993년 세계 선수권 대회 이후 조선민주주의인민공화국이 국제 쇼트트랙 대회에 불참하면서 모습을 드러내지 않다가 1997년 11월 네덜란드 헤이그에서 열린 1998년 동계 올림픽 예선 대회를 통해 국제 대회에 복귀했다. 그녀는 해당 대회에서 500m와 계주 참가 자격 만을 얻었다. 이듬해인 1998년 2월 일본 나가노에서 열린 1998년 동계 올림픽에 참가했으며 500m 예선 3조에서 중국의 양양(A)와 러시아의 옐레나 티하니나에게 밀려 탈락했다. 한연희, 정옥명, 허정혜와 함께 참가한 계주에서는 2조에 속했으며 대한민국과 중국에게 밀려 결승 진출에는 실패했다.